# チャップリンの衝突
『チャップリンの衝突』(The Fatal Mallet) は、1914年公開の短編サイレント映画。キーストン社による製作で、監督はマック・セネット。1971年に映画研究家ウノ・アスプランドが制定したチャップリンのフィルモグラフィーの整理システムに基づけば、チャップリンの映画出演15作目にあたる。別邦題は『運命の木槌』。

## あらすじ
チャーリーとセネットは双方ともメーベルに愛情を抱いていた。そこに第三の男スウェインが現れ、3人は木槌とレンガを使ってメーベルを何とかしようと企むが、チャーリーはセネットとスウェインを納屋に押し込めてメーベルをものにする。しかし、納屋から出てきたスウェインと争っているうちに、同じく納屋から出てきたセネットに持って行かれることとなった。

## 評価
1人の女性をめぐる男性の争いを扱った典型的な「公園もの」の作品で、ノンフィクション作家で映画史家のテッド・オクダは、「セネットは、意図的にチャップリンを悪者にしようと暴力的な演出している」と分析している。またオクダは、セネットの暴力描写について「のちの三ばか大将は暴力を喜劇に見せるセンスがあったが、セネットにはそれがない」と論じている。

## キャスト
- チャールズ・チャップリン：求婚者
- メーベル・ノーマンド：メーベル
- マック・セネット：ライバルの求婚者
- マック・スウェイン：男